# Dina Merrill
Dina Merrill, született Nedenia Marjorie Hutton (New York, 1923. december 29. – East Hampton, New York, 2017. május 22.) amerikai színésznő.

## Filmjei

### Mozifilmek
- A tudás irodája (Desk Set) (1957)
- Fehérnemű hadművelet (Operation Petticoat) (1959)
- Modern kaméliás hölgy (Butterfield 8) (1960)
- Csavargók (The Sundowners) (1960)
- A veszettek (The Young Savages) (1961)
- Eddie apja udvarol (The Courtship of Eddie's Father) (1963)
- Irány Svédország (I'll Take Sweden) (1965)
- A vadlovakat megmentik, ugye? (Running Wild) (1973)
- A legnagyobb ököl (The Greatest) (1977)
- Esküvő (A Wedding) (1978)
- Amit szemed szád kíván (Just Tell Me What You Want) (1980)
- Golfőrültek 2. (Caddyshack II) (1988)
- Rettegj tőlem! (Fear) (1990)
- Kétszínű igazság (True Colors) (1991)
- A játékos (The Player) (1992)
- Varrat (Suture) (1993)
- Káosz tévé (Open Season) (1993)
- Joe, az óriásgorilla (Mighty Joe Young) (1998)
- Carla új élete (The Other Sister) (1999)
- A nagy trükk (Shade) (2003)

### Tv-filmek
- Fordítsd vissza az időt! (Turn Back the Clock) (1989)
- Hazudik a napsugár (Something Borrowed, Something Blue) (1997)
- Fehér karácsony (A Chance of Snow) (1998)
- Az Ambersonok ragyogása (The Magnificent Ambersons) (2002)
- Örökifjak (The Glow) (2002)

### Tv-sorozatok
- Daniel Boone (1965, egy epizódban)
- Bonanza (1966, két epizódban)
- Run for Your Life (1967, egy epizódban)
- Batman (1968, három epizódban)
- Mission: Impossible (1969, két epizódban)
- Ellery Queen (1975, egy epizódban)
- Szerelemhajó (The Love Boat) (1999, két epizódban)
- Meghökkentő mesék (Tales of the Unexpected) (1984, egy epizódban)
- Gyilkos sorok (Murder, She Wrote) (1990, 1992, két epizódban)
- A dadus (The Nanny) (1995, egy epizódban)
- Az igazságosztó (Vengeance Unlimited) (1998, egy epizódban)